# Démographie de l'Isère
La démographie de l'Isère est caractérisée par une forte densité et une population qui croît rapidement depuis les années 1950.
Avec ses 1 291 380 habitants en 2022, le département français de l'Isère se situe en 15e position sur le plan national.
En six ans, de 2015 à 2021, sa population s'est accrue de près de 33 900 unités, c'est-à-dire de plus ou moins 5 700 personnes par an. Mais cette variation est différenciée selon les 512 communes que comporte le département.
La densité de population de l'Isère, 173,8 habitants par kilomètre carré en 2022, est deux fois supérieure à celle de la France entière qui est de 107,1 hab./km2 pour la même année.

## Évolution démographique du département de l'Isère
Jouissant d'une composition géographique diversifiée, l'Isère reste un des départements les plus peuplés de France.
Le département a cédé 28 communes au département du Rhône entre 1852 et 1971.
En 2022, le département comptait 1 291 380 habitants, en évolution de +3,07 % par rapport à 2016 (France hors Mayotte : +2,11 %).
| 1791 | 1801    | 1806    | 1821 | 1826 | 1831    | 1836    | 1841    | 1846 |
| ---- | ------- | ------- | ---- | ---- | ------- | ------- | ------- | ---- |
| -    | 435 888 | 471 660 | -    | -    | 550 258 | 573 645 | 588 660 | -    |

| 1851    | 1856    | 1861    | 1866    | 1872    | 1876    | 1881    | 1886    | 1891    |
| ------- | ------- | ------- | ------- | ------- | ------- | ------- | ------- | ------- |
| 603 497 | 576 637 | 577 748 | 581 386 | 575 784 | 581 099 | 580 271 | 581 680 | 572 145 |

| 1896    | 1901    | 1906    | 1911    | 1921    | 1926    | 1931    | 1936    | 1946    |
| ------- | ------- | ------- | ------- | ------- | ------- | ------- | ------- | ------- |
| 568 933 | 568 693 | 562 315 | 555 911 | 525 522 | 558 079 | 584 017 | 572 742 | 574 019 |

| 1954    | 1962    | 1968    | 1975    | 1982    | 1990      | 1999      | 2006      | 2011      |
| ------- | ------- | ------- | ------- | ------- | --------- | --------- | --------- | --------- |
| 626 116 | 729 789 | 768 490 | 860 339 | 936 771 | 1 016 228 | 1 094 006 | 1 169 491 | 1 215 212 |

| 2016      | 2021      | 2022      | - | - | - | - | - | - |
| --------- | --------- | --------- | - | - | - | - | - | - |
| 1 252 912 | 1 284 948 | 1 291 380 | - | - | - | - | - | - |

## Les communautés étrangères en Isère

### La communauté anglophone
L'Isère abrite la deuxième communauté anglophone de France (après Paris). Il s'agit souvent de cadres travaillant pour des entreprises internationales comme HP, Caterpillar ou STMicroelectronics. Originaires d'Angleterre ou des États-Unis, ils sont attirés par la qualité de vie et en particulier par les activités qu'offre la montagne toute proche. Ils sont principalement installés en vallée du Grésivaudan. Depuis quelques années, un magazine isérois bilingue leur est dédié. Une partie de cette population n'est que de passage dans la région, de l'ordre de 2 ou 3 ans.
Le flux de nouveaux arrivants est aujourd'hui encore important.

### La communauté italienne
Arrivés souvent au lendemain de la seconde guerre mondiale, les Italiens se sont installés en Isère pour y trouver du travail et gagner leur vie. Le quartier Saint-Laurent et les nombreuses pizzerias, sur les quais de l'Isère à Grenoble, en sont les témoins. À l'époque, ils se sont souvent vus confier les terres réputées infertiles des coteaux de la Chartreuse (Meylan, Saint-Ismier, etc.). De nombreux Isérois portent aujourd'hui un nom italien, sans compter ceux originaires du Val d'Aoste qui portent un nom français.
Le flux de nouveaux arrivants est aujourd'hui quasiment tari.

### La communauté grecque
Implantée notamment dans l'agglomération grenobloise, la communauté grecque de l'Isère est l'une des plus importantes en France. Plusieurs vagues d'immigration se succèdent au cours du XXe siècle qu'il s'agisse de fuir les massacres d'Asie mineure au début du siècle ou d'être contraint à l'exil au temps du régime des colonels. La présence d'un consulat grec à Grenoble, de plusieurs associations départementales et de l'église orthodoxe Saint-Georges de Grenoble démontrent la vigueur de la communauté. Il faut noter également que Georges Kioulou, natif de Grèce fut maire d'Échirolles, deuxième commune du département en nombre d'habitants de 1945 à 1981.

### La communauté maghrébine
Arrivés en deuxième vague après les Italiens, plutôt dans les années 1970, les Maghrébins se sont installés en Isère à la recherche de meilleures conditions de vie et de travail. Elle est à l'origine du 'quartier maghrébin' de Grenoble et des restaurants algériens et marocains.

### La communauté polonaise
C'est à la fin de la deuxième guerre mondiale et l'arrivée des immigrés polonais que la société Pomagalski a vu le jour.

### La communauté russe
Au début du XXe siècle, à partir des années 1920, de nombreux réfugiés de la révolution d'Octobre (1917) se sont installés en Isère.
Pour au moins deux personnages illustres, l'Isère n'a été qu'une étape de leur exil : Igor Stravinsky, accompagné de sa famille, séjourne de 1931 à 1933 à Voreppe, où il composera cependant trois œuvres majeures, quant à Léon Trotski, expulsé d'URSS, c'est à Domène qu'il passe une année, de juillet 1934 à juin 1935. Leurs lieux de séjour respectifs sont encore clairement identifiables.
D'autres réfugiés ont fait souche. Les anciens officiers de l'armée blanche, les cosaques ou des roturiers ont travaillé comme simples ouvriers aux usines. A Rives, il existe un ancien château (château de l'Orgère, fermé actuellement) où habitait une grande communauté russe. Le cimetière de Rives en est aussi témoin.
À Grenoble, on peut trouver une église orthodoxe russe (Église de la Résurrection du Christ) qui rassemble les croyants pour les grandes fêtes religieuses. Il existe aussi un magasin de produits alimentaires russes et un restaurant Kalinka.

## Population par divisions administratives

### Arrondissements
Le département de l'Isère comporte trois arrondissements. La population se concentre principalement sur l'arrondissement de Grenoble, qui recense 58 % de la population totale du département en 2022, avec une densité de 170,7 hab./km2, contre 25 % pour l'arrondissement de La Tour-du-Pin et 17 % pour celui de Vienne.
| Arrondissement  | Population(2022) | Variation(2022/2016)                       | Superficie(km2) | Densité(hab./km2) |
| --------------- | ---------------- | ------------------------------------------ | --------------- | ----------------- |
| Grenoble        | 750 664          | en évolution de +1,7 % par rapport à 2016  | 4 398,7         | 170,7             |
| La Tour-du-Pin  | 317 894          | en évolution de +5,13 % par rapport à 2016 | 1 543,1         | 206               |
| Vienne          | 222 822          | en évolution de +4,92 % par rapport à 2016 | 1 489,7         | 149,6             |
| Source : Insee. |                  |                                            |                 |                   |

### Communes de plus de10 000 habitants
Sur les 512 communes que comprend le département de l'Isère, 148 ont en 2021 une population municipale supérieure à 2 000 habitants, 52 ont plus de 5 000 habitants, quinze ont plus de 10 000 habitants et cinq ont plus de 25 000 habitants : Grenoble, Saint-Martin-d'Hères, Échirolles, Vienne et Bourgoin-Jallieu.
Les évolutions respectives des communes de plus de 10 000 habitants sont présentées dans le tableau ci-après.
| Commune              | Population(2022) | Variation(2022/2016)                        | Superficie(km2) | Densité(hab./km2) |
| -------------------- | ---------------- | ------------------------------------------- | --------------- | ----------------- |
| Grenoble             | 156 389          | en évolution de −1,13 % par rapport à 2016  | 18,13           | 8 626             |
| Saint-Martin-d'Hères | 38 022           | en évolution de −1,58 % par rapport à 2016  | 9,26            | 4 106             |
| Échirolles           | 36 708           | en évolution de +2,38 % par rapport à 2016  | 7,86            | 4 670,2           |
| Vienne               | 31 555           | en évolution de +7,13 % par rapport à 2016  | 22,65           | 1 393,2           |
| Bourgoin-Jallieu     | 29 816           | en évolution de +7,83 % par rapport à 2016  | 24,37           | 1 223,5           |
| Fontaine             | 22 471           | en évolution de +0,27 % par rapport à 2016  | 6,74            | 3 334             |
| Voiron               | 21 604           | en évolution de +6,9 % par rapport à 2016   | 21,9            | 986,5             |
| Villefontaine        | 19 018           | en évolution de +1,96 % par rapport à 2016  | 11,63           | 1 635,3           |
| Meylan               | 18 790           | en évolution de +9,79 % par rapport à 2016  | 12,32           | 1 525,2           |
| L'Isle-d'Abeau       | 17 096           | en évolution de +6,36 % par rapport à 2016  | 9,11            | 1 876,6           |
| Saint-Égrève         | 17 930           | en évolution de +12,75 % par rapport à 2016 | 10,88           | 1 648             |
| Seyssinet-Pariset    | 11 784           | en évolution de −1,64 % par rapport à 2016  | 10,65           | 1 106,5           |
| Sassenage            | 11 579           | en évolution de +1,82 % par rapport à 2016  | 13,31           | 869,9             |
| Le Pont-de-Claix     | 10 846           | en évolution de +1,38 % par rapport à 2016  | 5,6             | 1 936,8           |
| Charvieu-Chavagneux  | 10 459           | en évolution de +12,56 % par rapport à 2016 | 8,65            | 1 209,1           |
| Source : Insee.      |                  |                                             |                 |                   |

## Structures des variations de population

### Soldes naturels et migratoires depuis 1968
La variation moyenne annuelle est positive depuis les années 1970, passant de 1,6 à 0,4 %.
Le solde naturel annuel qui est la différence entre le nombre de naissances et le nombre de décès enregistrés au cours d'une même année, passe de 0,8 à 0,4 %. La baisse du taux de natalité, qui passe de 17,4 à 11,4 ‰, est compensée par une baisse du taux de mortalité, qui parallèlement passe de 9,6 à 7,7 ‰.
Le flux migratoire reste positif mais décroissant sur la période courant de 1968 à 2021, passant de 0,9 à 0,1 %. 
| Indicateurs démographiques                       | 1968 à1975 | 1975 à1982 | 1982 à1990 | 1990 à1999 | 1999 à2010 | 2010 à2015 | 2015 à2021 |
| ------------------------------------------------ | ---------- | ---------- | ---------- | ---------- | ---------- | ---------- | ---------- |
| Variation annuelle moyenne de la population en % | 1,6        | 1,2        | 1,0        | 0,8        | 0,9        | 0,7        | 0,4        |
| - due au solde naturel en %                      | 0,8        | 0,6        | 0,6        | 0,6        | 0,6        | 0,6        | 0,4        |
| - due au solde apparent des entrées sorties en % | 0,9        | 0,6        | 0,4        | 0,3        | 0,3        | 0,1        | 0,1        |
| Taux de natalité en ‰                            | 17,4       | 14,7       | 14,3       | 13,2       | 13,4       | 12,9       | 11,4       |
| Taux de mortalité en ‰                           | 9,6        | 8,7        | 8,0        | 7,5        | 7,0        | 7,0        | 7,7        |
| Source : Insee.                                  |            |            |            |            |            |            |            |

### Mouvements naturels sur la période 2014-2022
En 2014, 15 664 naissances ont été dénombrées contre 8 546 décès. Le nombre annuel des naissances a diminué depuis cette date, passant à 13 514 en 2022, indépendamment à une augmentation, mais relativement faible, du nombre de décès, avec 10 848 en 2022. Le solde naturel est ainsi positif et diminue, passant de 7 118 à 2 666.
Le graphique qui aurait dû être présenté ici ne peut pas être affiché car il utilise l'ancienne extension Graph, désactivée pour des questions de sécurité. Des indications pour créer un nouveau graphique avec la nouvelle extension Chart sont disponibles ici.

## Densité de population
La densité de population est en augmentation depuis 1968, en cohérence avec l'augmentation de la population.
En 2021, la densité était de 172,9 hab./km2.
| 1968 |  | 103.3 |  |

| 1975 |  | 115.8 |  |

| 1982 |  | 126.1 |  |

| 1990 |  | 136.7 |  |

| 1999 |  | 147.2 |  |

| 2010 |  | 162.3 |  |

| 2015 |  | 168.3 |  |

| 2021 |  | 172.9 |  |

## Répartition par sexes et tranches d'âges
La population du département est plus jeune qu'au niveau national.
En 2021, le taux de personnes d'un âge inférieur à 30 ans s'élève à 36,6 %, soit au-dessus de la moyenne nationale (35,1 %). À l'inverse, le taux de personnes d'âge supérieur à 60 ans est de 24,7 % la même année, alors qu'il est de 26,6 % au niveau national.
En 2021, le département comptait 630 079 hommes pour 654 869 femmes, soit un taux de 50,96 % de femmes, légèrement inférieur au taux national (51,61 %).
Les pyramides des âges du département et de la France s'établissent comme suit.
| Hommes | Classe d’âge | Femmes |
| ------ | ------------ | ------ |
| 0,6    | 90 ou +      | 1,6    |
| 6,7    | 75-89 ans    | 8,7    |
| 15,3   | 60-74 ans    | 16,3   |
| 20,1   | 45-59 ans    | 19,6   |
| 18,8   | 30-44 ans    | 18,9   |
| 19     | 15-29 ans    | 17     |
| 19,4   | 0-14 ans     | 17,9   |

| Hommes | Classe d’âge | Femmes |
| ------ | ------------ | ------ |
| 0,7    | 90 ou +      | 1,9    |
| 7,0    | 75-89 ans    | 9,5    |
| 16,6   | 60-74 ans    | 17,5   |
| 20,0   | 45-59 ans    | 19,5   |
| 18,8   | 30-44 ans    | 18,3   |
| 18,3   | 15-29 ans    | 16,7   |
| 18,6   | 0-14 ans     | 16,7   |

## Répartition par catégories socioprofessionnelles
La catégorie socioprofessionnelle des professions intermédiaires est surreprésentée par rapport au niveau national. Avec 16 % en 2021, elle est 1,6 points au-dessus du taux national (14,4 %). La catégorie socioprofessionnelle des retraités est quant à elle sous-représentée par rapport au niveau national. Avec 25,3 % en 2021, elle est 1,5 points en dessous du taux national (26,8 %).
| Catégorie socioprofessionnelle                    | 2015      | 2015 | 2021      | 2021 | Détails de l'année 2021 | Détails de l'année 2021 | Détails de l'année 2021            | Détails de l'année 2021            | Détails de l'année 2021            |
| Catégorie socioprofessionnelle                    | Nb        | %    | Nb        | %    | Hommes                  | Femmes                  | Part en % de la population âgée de | Part en % de la population âgée de | Part en % de la population âgée de |
| Catégorie socioprofessionnelle                    | Nb        | %    | Nb        | %    | Hommes                  | Femmes                  | 15 à 24 ans                        | 25 à 54 ans                        | 55 ans ou +                        |
| ------------------------------------------------- | --------- | ---- | --------- | ---- | ----------------------- | ----------------------- | ---------------------------------- | ---------------------------------- | ---------------------------------- |
| Agriculteurs exploitants                          | 5 035     | 0,5  | 4 457     | 0,4  | 3 319                   | 1 138                   | 0,1                                | 0,6                                | 0,3                                |
| Artisans, commerçants, chefs d'entreprise         | 37 610    | 3,7  | 40 442    | 3,9  | 29 017                  | 11 425                  | 0,7                                | 6,2                                | 2,4                                |
| Cadres et professions intellectuelles supérieures | 109 010   | 10,8 | 121 506   | 11,6 | 72 790                  | 48 716                  | 2,7                                | 19,5                               | 5,6                                |
| Professions intermédiaires                        | 160 166   | 15,9 | 167 866   | 16,0 | 78 085                  | 89 781                  | 8,9                                | 26,2                               | 6,6                                |
| Employés                                          | 156 026   | 15,5 | 154 860   | 14,8 | 36 313                  | 118 548                 | 14,4                               | 21,6                               | 6,6                                |
| Ouvriers                                          | 125 768   | 12,5 | 123 293   | 11,8 | 97 089                  | 26 204                  | 12,8                               | 17,3                               | 4,6                                |
| Retraités                                         | 254 037   | 25,2 | 265 502   | 25,3 | 123 047                 | 142 456                 | 0,0                                | 0,1                                | 66,0                               |
| Autres personnes sans activité professionnelle    | 160 618   | 15,9 | 171 086   | 16,3 | 68 822                  | 102 263                 | 60,4                               | 8,5                                | 7,9                                |
| Ensemble                                          | 1 008 270 | 100  | 1 049 013 | 100  | 508 482                 | 540 531                 | 100                                | 100                                | 100                                |
| Sources : Insee,.                                 |           |      |           |      |                         |                         |                                    |                                    |                                    |